# Cryptachaea projectivulva
Cryptachaea projectivulva là một loài nhện trong họ Theridiidae.
Loài này thuộc chi Cryptachaea. Cryptachaea projectivulva được Hajime Yoshida miêu tả năm 2001.

## Hình ảnh

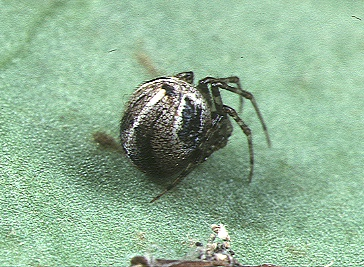